# 8865 ياكيمو
8865 Yakiimo هو كويكب، يقع ضمن حزام الكويكبات. اكتشف في 1 يناير 1992.

## روابط خارجية
- 8865 ياكيمو في قاعدة بيانات مختبر الدفع النفاث لأجرام النظام الشمسي الصغيرة

- الاكتشاف · مخطط المدار ·  العناصر المدارية · المعلمات المادية

- 8865 ياكيمو على موقع ويكي سكاي: DSS2, SDSS, GALEX, IRAS, Hydrogen α, X-Ray, Astrophoto, Sky Map, Articles and images